# 白水政治
白水 政治（しろうず まさはる、1957年 - ）は、スターフライヤー代表取締役社長。

## 来歴
福岡県出身。1980年3月西南学院大学法学部を卒業し、4月に全日本空輸に入社。

ANA執行役員大阪支店長、ANAセールス代表取締役、ANAスカイビルサービス社長・会長・顧問を経て、2020年4月7日からスターフライヤー顧問。

2020年6月25日にスターフライヤー代表取締役に就任